# Víctor Genes
Víctor Genes (Asunción, 29 giugno 1961 – Asunción, 17 marzo 2019) è stato un allenatore di calcio e calciatore paraguaiano, di ruolo centrocampista.

## Palmarès

### Giocatore

#### Competizioni nazionali
- Campionato paraguaiano: 1

Cerro Porteño: 1992

### Allenatore

#### Competizioni nazionali
- Campionato paraguaiano: 1

Libertad: 2003